# Balkan-Kommission
Die Balkan-Kommission war eine Einrichtung der Österreichischen Akademie der Wissenschaften. Sie wurde zum 31. Dezember 2011 geschlossen; bis dahin war sie Teil des Zentrums Sprachwissenschaften, Bild- und Tondokumentation. Die Wissenschaftler der Kommission befassten sich laut ihrem Tätigkeitsprofil im weitesten Sinne mit Kulturen, Sprachen und Literaturen der Balkanhalbinsel. Ihre Haupttätigkeit bestand in sprachwissenschaftlichen Arbeiten sowie in Texteditionen.

## Geschichte

### Gründung und Aufgaben
Am 3. Februar 1897 wurde an der Kaiserlichen Akademie der Wissenschaften in Wien die Einsetzung einer Kommission für die historisch-archäologische und philologische Durchforschung der Balkanhalbinsel beschlossen. Zuvor argumentierten Forscher wie Vatroslav Jagić, der als einer der Begründer der modernen Slawistik gilt, die Notwendigkeit einer solchen Kommission unter anderem mit der „ungenügenden sprachlichen Durchforschung“ der Region. Otto Benndorf war die ersten zehn Jahre lang Obmann der Kommission. Von Anfang an waren Sprach- und Dialektforschung bzw. die Finanzierung entsprechender Reisen eines der wichtigsten Betätigungsfelder. Beispiele sind die Erforschung des Bulgarischen durch Ljubomir Miletitsch 1897–1989 oder die seit 1998 laufenden Studien über den Zivilisationswortschatz im südosteuropäischen Raum. Daneben arbeiteten auch Archäologen und Altertumswissenschafter in der Kommission. Ziel waren sowohl die Sicherung epigraphischer Dokumente als auch Ausgrabungen, vor allem römischer und altchristlicher Reste auf der Balkanhalbinsel. 1907 wurde die Kommission in eine linguistische (Obmann: Vatroslav Jagić) und eine antiquarische Abteilung (Obmann: Friedrich von Kenner) geteilt. Die Aufgaben der antiquarischen Abteilung wurden 1997 endgültig der Forschungsstelle für Archäologie der Akademie übertragen. Bei der Gründung der Balkan-Kommission war auch von einer Durchforschung der folkloristischen Verhältnisse die Rede. Dieser ethnographische Aspekt blieb aber, vor allem neben den sprachwissenschaftlichen Studien, zweitrangig.

### Erster Weltkrieg und Zwischenkriegszeit
Spätestens ab 1914 organisierte und finanzierte die Balkan-Kommission auch naturwissenschaftliche Forschungsreisen. Schwerpunkte waren dabei Geographie und Geologie, allerdings auch Unternehmungen wie die 1914–1916 vorgenommene botanische Erkundung Nordalbaniens durch Ignaz Dörfler oder zoologische Studien. Während des Ersten Weltkriegs versuchte die Kommission, in Kooperation mit der österreichischen Armee in den besetzten Ländern Südosteuropas weiterhin Forschungsreisen durchzuführen. Unter Inanspruchnahme militärischer Infrastruktur wurden Expeditionen durchgeführt, durch die Regionen von verschiedenen Disziplinen abgedeckt („durchforscht“) wurden. So waren an einer Expedition nach Serbien, Montenegro und Albanien im Mai 1916 ein Kunsthistoriker, ein Ethnograph, ein Slawist, ein Albanist und Archäologen beteiligt. In dieser Zeit wurde unter der Leitung von Franz Steiner auch eine umfassende Volkszählung im besetzten Albanien durchgeführt, deren Ergebnisse 1922 publiziert wurden. Diese Expeditionen fanden mit dem Krieg ihr Ende. Wie die gesamte Akademie sah sich die Balkankommission mit ausbleibenden Mitteln und neuen Grenzen konfrontiert. In den 1920er Jahren war man damit beschäftigt, den Kontakt zu Vorkriegsmitgliedern und ihren Projekten wieder aufzunehmen bzw. Sammlungen und Erkenntnisse zu sichern. Obmann der Linguistischen Abteilung wurde 1923 Paul Kretschmer, Obmann der Antiquarischen Abteilung 1923 Emil Reisch. Noch 1935, bei der Wahl von Carl Patsch – dem ehemaligen Direktor des Balkaninstituts in Sarajevo – zum Obmann der Antiquarischen Abteilung, war von einer Wiederaufnahme der Arbeiten die Rede. Dies geschah unter anderem mit der Finanzierung einer Reise zur Erforschung des bulgarischen Donaulimes in Zusammenarbeit mit der Akademie der Wissenschaften in Kopenhagen. Die linguistische Abteilung leistete Editionsarbeit, zum Beispiel die Herausgabe „Albanischer Märchen“ von Maximilian Lambertz im Jahr 1932.

### Zweiter Weltkrieg und Nachkriegszeit
Die Publikationstätigkeit der Kommission kam während des Krieges zum Erliegen. Ab 1940 wurde die Kommission erweitert zur Kommission beider Klassen der Akademie, 1942 wurde eine zusätzliche naturwissenschaftliche Abteilung eingerichtet. Im Jahr 1943 erfolgte, nach entsprechenden Vorbildern im Deutschen Reich, eine Umbenennung in Südost-Kommission. Die Südostforschung oder Ostforschung hatte einen bedeutenden propagandistischen Stellenwert im NS-Regime. Die neue Kommission verfügte über eine geisteswissenschaftliche und eine naturwissenschaftliche Abteilung, allerdings kam es 1948 zur Wiedereinreihung in die philosophisch-historische Klasse. Noch gibt es keine systematische Aufarbeitung der wissenschaftlich-ideologischen Orientierung der Balkan-Kommission während der NS-Zeit oder der personellen Kontinuitäten zur Nachkriegszeit. 1950 erhielt die Forschungsgruppe, nun Teil der Österreichischen Akademie der Wissenschaften, den heute noch gebräuchlichen Namen Balkan-Kommission. Die Obmänner der antiquarischen Abteilung waren Rudolf Egger (1950) und Hermann Vetters (1966); die Obmänner der linguistischen Abteilung Wilhelm Havers (1956), Heinz Kronasser (1961), Josef Hamm (1966) und František Václav Mareš (1982). 1989 wurde die linguistische in philologische Abteilung umbenannt. Mit 1. Jänner 1993 wurden die zwei Abteilungen der Kommission zusammengelegt, Obmann wurde Radoslav Katičić. Die Aufgaben der antiquarischen Abteilung wurden 1997 der ÖAW-Forschungsstelle für Archäologie übertragen. Von 2002 bis 2007 war Johannes Koder Obmann der Kommission, von 2008 bis 2011 Michael Metzeltin. Mit dem 31. Dezember 2011 wurde die traditionsreiche Kommission von ÖAW-Generalsekretär Arnold Suppan und Obmann Michael Metzeltin geschlossen.

## Publikationen
Die Balkan-Kommission gab seit ihrer Gründung die Schriften der Balkan-Kommission heraus; die letzte erschien 2014. Bis 1999 waren diese unterteilt in eine antiquarische und eine philologische Abteilung. Seit 1987 edierte sie gemeinsam mit dem Institut für Slawistik der Universität Wien das Wiener Slavistische Jahrbuch.